# Bustillo de Santullán

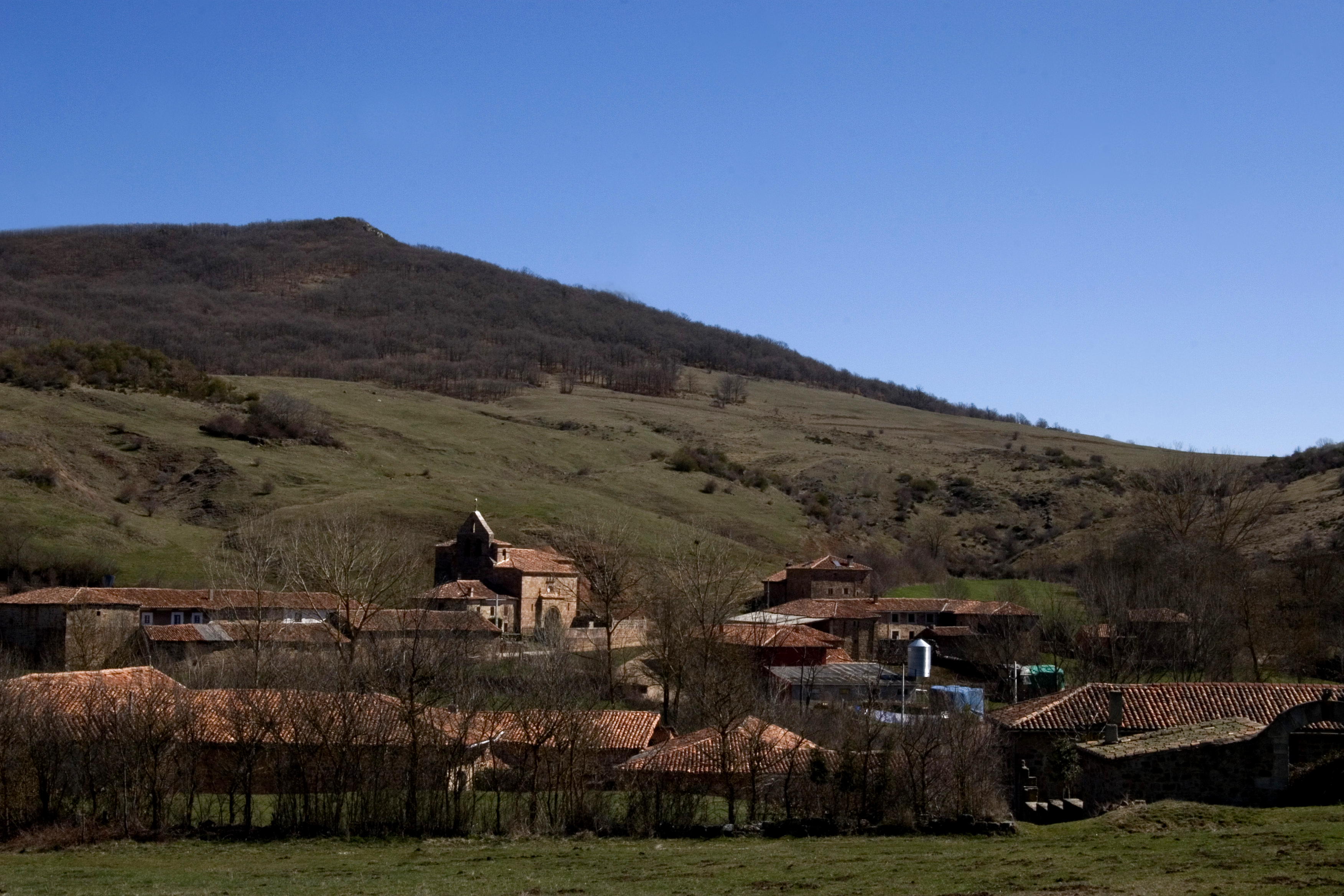
Vista general de la localidad

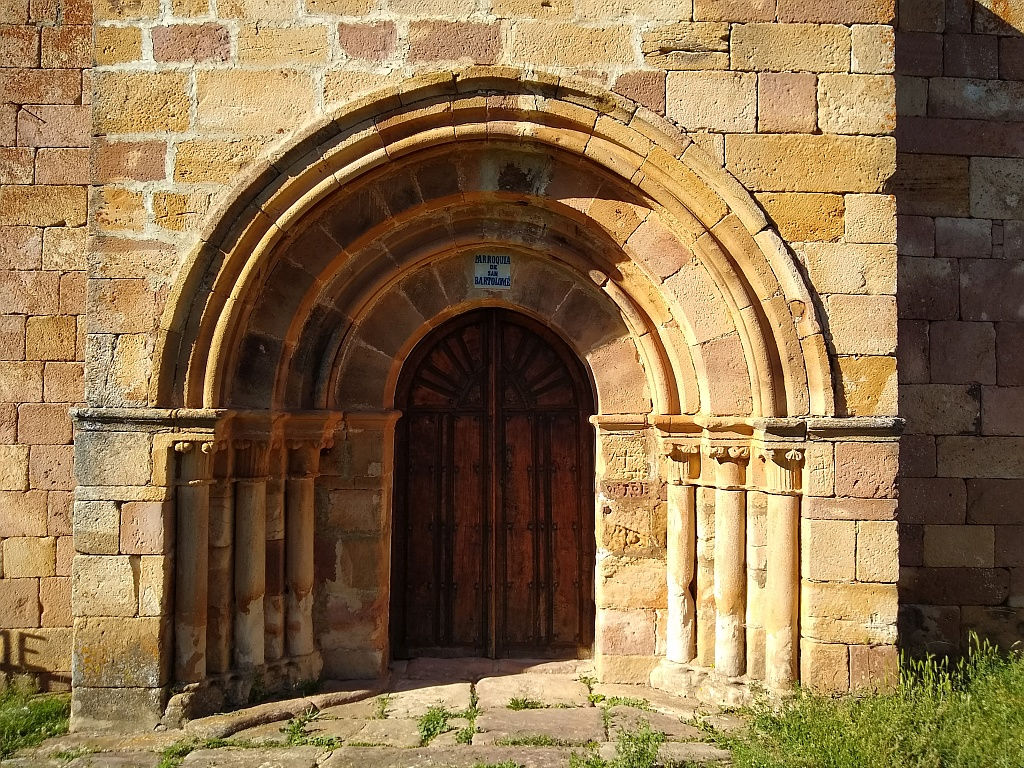
Portada iglesia de San Bartolomé

Bustillo de Santullán es una pequeña aldea y también una pedanía pertenecientes al ayuntamiento de Barruelo de Santullán en la provincia de Palencia (Castilla y León) (España). El pueblo, a la derecha de la carretera que parte de Salinas, se encuentra en una protegida hondonada a los pies de la Sierra de Corisa y de las peñas de Cildá y San Julián, con un relieve moderadamente montañoso y muy próximo a Villanueva de la Torre. El caserío compuesto por un conjunto de casas solariegas, en su mayoría de piedra, y algunas con antiguos escudos blasonados. Un pequeño arroyo cruza el pueblo dividiéndolo en dos.

## Demografía
Evolución de la población en el siglo XXI
| Gráfica de evolución demográfica de Bustillo de Santullán entre 2000 y 2020 |
|                                                                             |
| Población de derecho (2000-2020) según el padrón municipal del INE          |

## Economía
Agricultura, ganadería y servicios, el pueblo cuenta con un alojamiento Rural.

## Historia
En el siglo XIV aparece mencionado en el Becerro de las Behetrías de Castilla, dentro del grupo de pueblos pertenecientes a la Merindad de Aguilar de Campoo, como "Bustiello cerca de sant yllan": "Este logar es solariego e que es de fijos de ferrant gonzales gudiana e de gonzalo gonzales su tio. (...)"

A la caída del Antiguo Régimen la localidad se constituye en municipio constitucional que en el censo de 1842 contaba con 13 hogares y 68 vecinos, para posteriormente integrarse en Santa María de Nava .

## Patrimonio

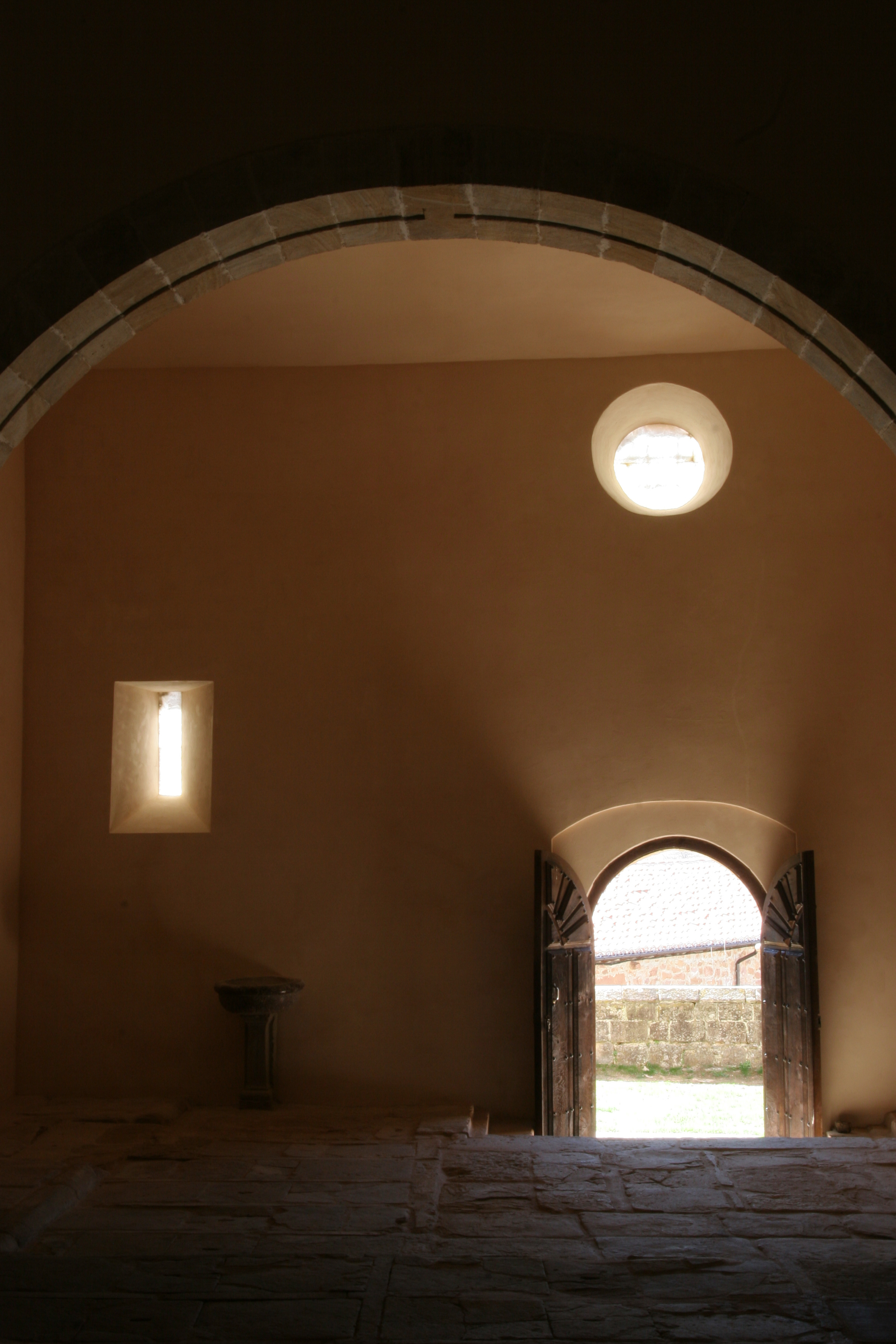
Interior de la iglesia de San Bartolomé tras la restauración

- Ermita de San Bartolomé: Templo románico donde destaca su portentosa espadaña. Instalada en la pendiente de la ladera, junto a la zona más oriental del casco urbano. El edificio se levanta en sólida sillería arenisca de tonos amarillentos y rojizos, sufrió una reforma completa a lo largo del siglo XVI que enmascaró totalmente la primitiva iglesia románica tardía. En 2005 fue incluida dentro del Plan de Intervención Románico Norte de la Junta de Castilla y León, procediéndose a su restauración integral en el año 2009.

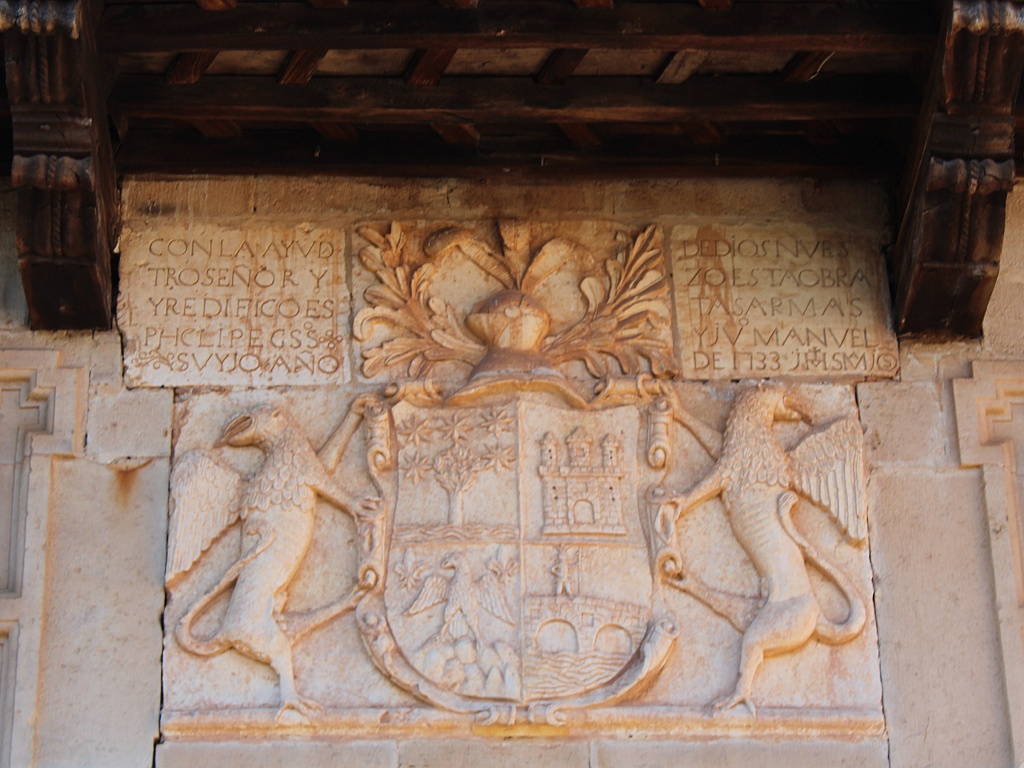
Escudo sobre una casa

- Escudo sobre una casaCasas blasonadas: Diseminadas por el pueblo existen varias casas solariegas con escudos de varias familias hidalgas de la zona.

## Hijos ilustres
- Nicolás Diez Vielba: Escultor nacido en Bustillo de Santullán en 1948. Formado en la Escuela de Artes y Oficios de Barruelo de Santullán (Barruelo de Santullán, Palencia) es a partir de su profesión como soldador donde comienza su afición por la escultura perfeccionando su técnica en los talleres de escultura de la Basauri Kultur Etxea (Basauri, Vizcaya). Entre sus obras destacan las figuras humanas realizadas en hierro, conectando el movimiento de sus obras con la armonía del conjunto dentro de un espacio formado por vacíos.

## Fiestas
- Nuestra Señora del Rosario: Fiesta que se celebra el primer domingo de octubre.
- San Bartolomé: el 24 de agosto, bajo cuya advocación se encuentra la iglesia del pueblo.

## Notas

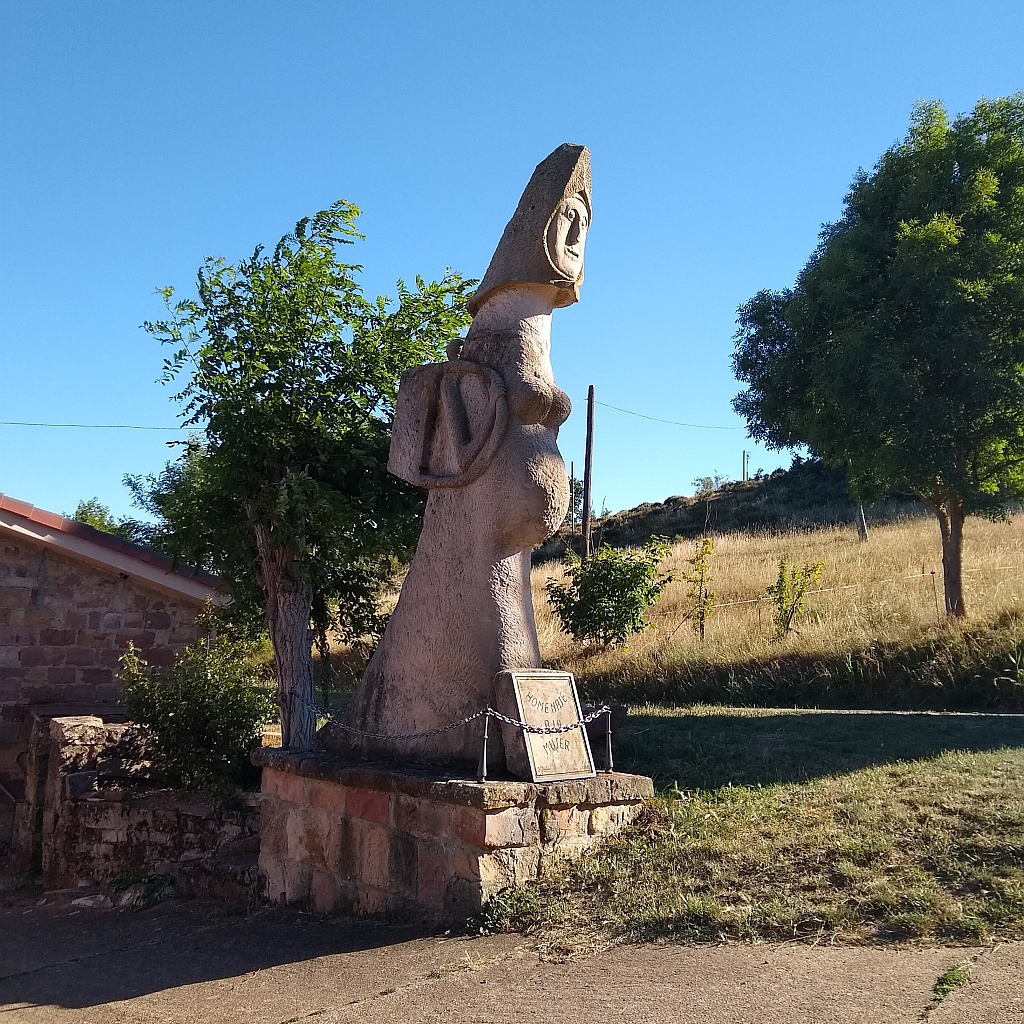
Homenaje a la mujer

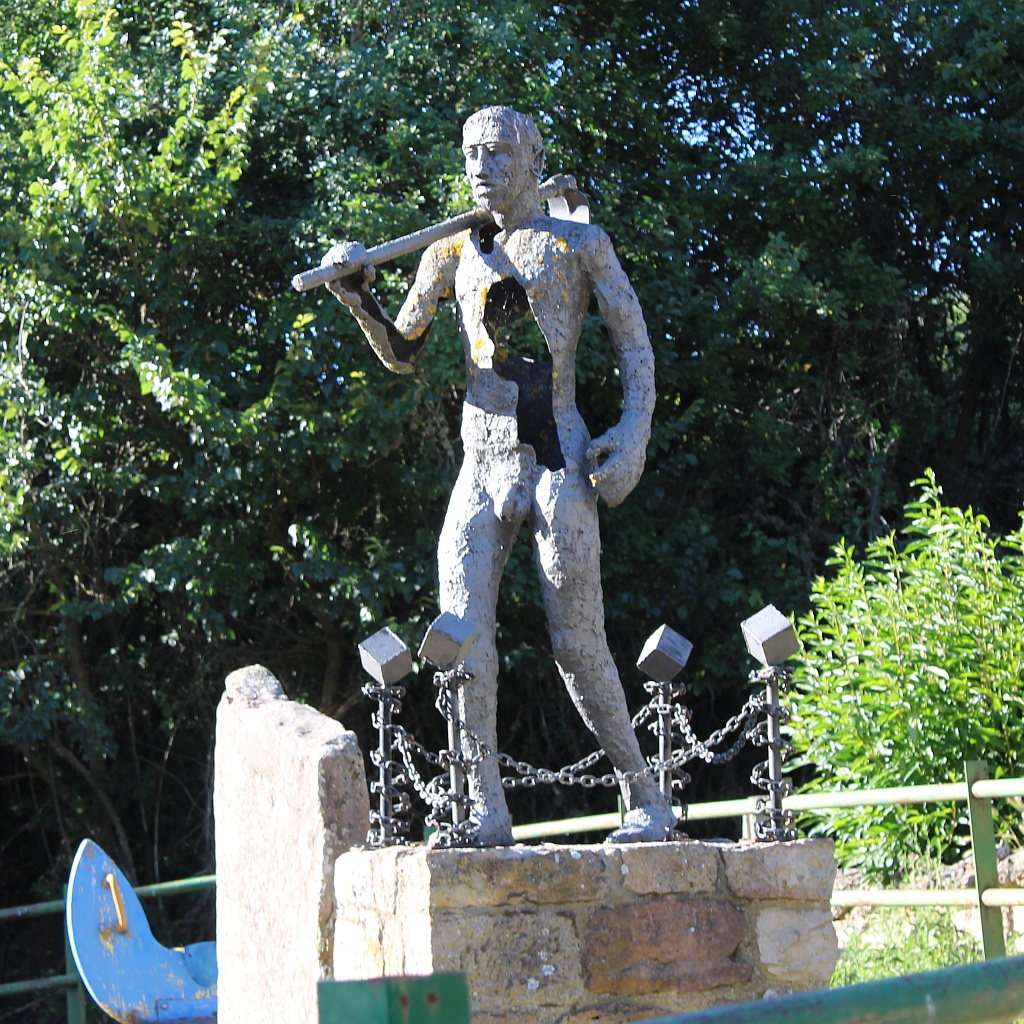
Escultura labrador